# Little Germany (Manhattan)
Little Germany (Pequena Alemanha), conhecido em alemão como Kleindeutschland e Deutschländle, e chamado de Dutchtown por contemporâneos não-alemães, foi um bairro antes densamente povoado por uma população de imigrantes alemães, em Lower East Side, Manhattan, na cidade de Nova Iorque. O bairro começou a declinar no final do século XIX dada a pressão de imigrantes não-alemães para habitar a área.